# Ходсония

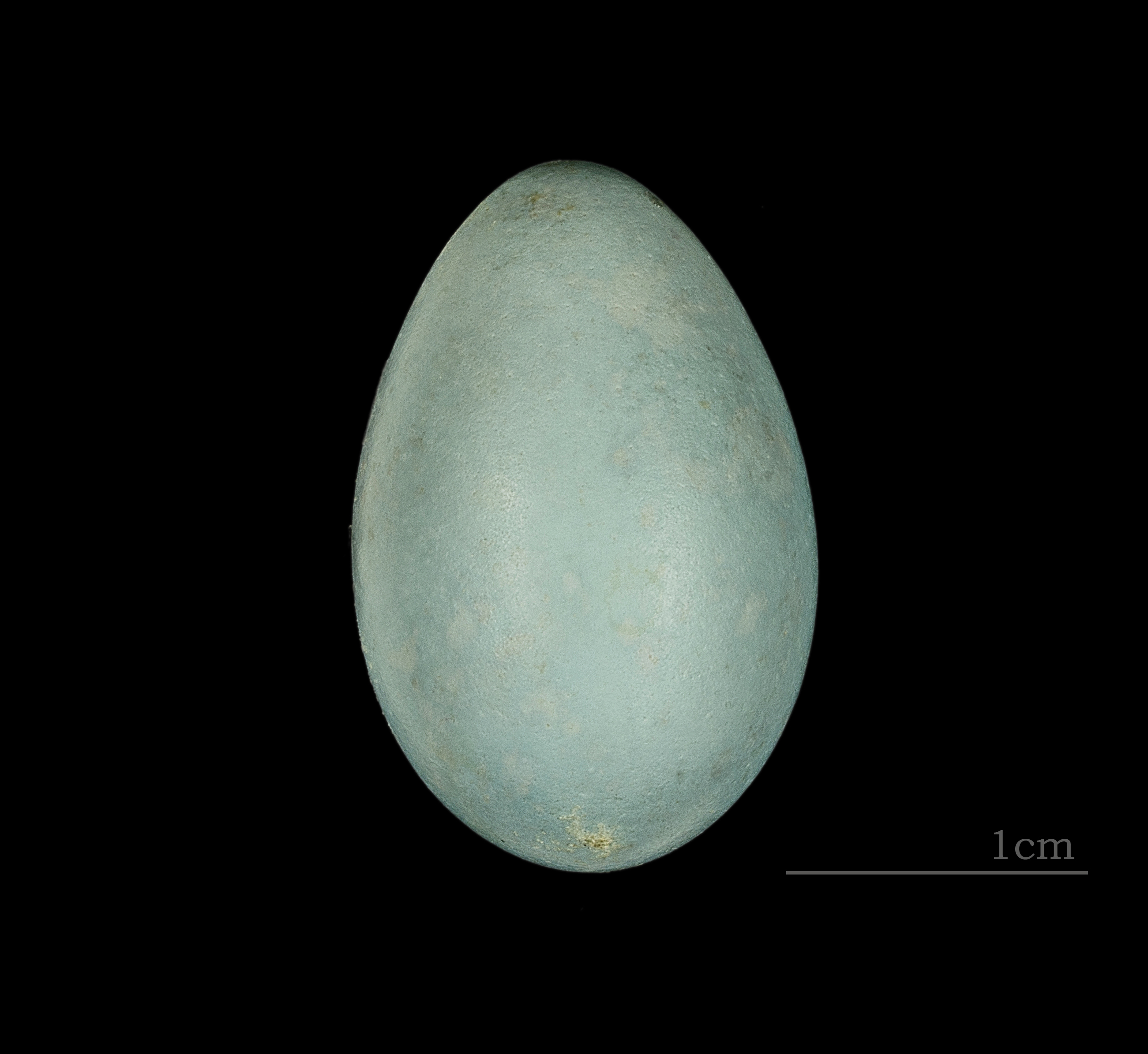
Яйцо ходсонии

Ходсония (лат. Luscinia phaenicuroides) — азиатский вид воробьиных птиц из семейства мухоловковых (Muscicapidae).

## Описание
Эту птицу можно встретить на пахотных землях и в лесах умеренного климата, а также в субтропических и тропических низменных и горных влажных лесах, (низменных) засушливых полях и влажных кустарниковых местностях. Длина тела — 18 см. Оперение самцов синевато-серое, с парой точек на перьях на каждом крыле, огузок оранжево-бурый; оперение живота белое; хвост длинный. У самок оперение бурое, хвост более тёмно-бурый; оперение живота белое.

## Систематика
До 2010 года вид выделялся в монотипический род ходсоний (Hodgsonius Bonaparte, 1850).

### Синонимы
В синонимику вида входят следующие биномены:
- Bradypterus phaenicuroides J. E. Gray & G. R. Gray, 1847[5]
- Hodgsonius phaenicuroides (J. E. Gray & G. R. Gray, 1846)[6]
- Luscinia phoenicuroides (J. E. Gray & G. R. Gray, 1847), orth. var.

### Классификация
Выделяют 2 подвида:
- Luscinia phaenicuroides phaenicuroides (J. E. Gray & G. R. Gray, 1847) — Гималаи и запад Мьянмы; залётные на север и северо-востоке Индии и севере Мьянмы[5];
- Luscinia phaenicuroides ichangensis (E. S. C. Baker, 1922) — от центрального Китая южнее до северо-востока и востока Мьянмы и севера Индокитая; залётная на северо-западе Таиланда[5].